# Премія «Люм'єр» (16-та церемонія)
16-та церемонія вручення Премії Люм'єр французької Академії Люм'єр відбулася 14 січня 2011 в «Отель-де-Віль» у Парижі. Церемонія проходила під головуванням Фредеріка Лопеза. Фільм Про людей і богів отримав перемогу як «Найкращий фільм».

## Переможці та номінанти
Переможців у списку виділено жирним.
| Найкращий фільм | Найкращий режисер |
| --- | --- |
| Про людей і богів - Ілюзіоніст - Примара - Генсбур. Герой і хуліган - Карлос | Роман Полянський — Примара - Ксав'є Бовуа — Про людей і богів - Олів'є Ассаяс — Карлос - Матьє Амальрік — Турне - Жоанн Сфар — Генсбур. Герой і хуліган                              |
| Найкращий актор | Найкраща акторка |
| Мішель Лонсдаль — Про людей і богів - Ламбер Вільсон — Про людей і богів та Принцеса де Монпансьє - Ромен Дюріс — Людина, яка хотіла залишатися собою та Серцеїд - Ерік Ельмосніно — Генсбур. Герой і хуліган - Едгар Рамірес — Карлос | Крістін Скотт Томас — Її звуть Сара - Катрін Денев — Відчайдушна домогосподарка - Жульєт Бінош — Завірена копія - Ізабель Карре — Закохані невротики - Людівін Саньє — Людівін Саньє |
| Найперспективніший актор | Найперспективніша акторка |
| Антонін Шалон — Но і я - Аймен Сайді — Останній поверх, наліво і наліво - Науель Перес Біскаярт — У лісовій хащі - Еміль Берлен — Шурхіт кубиків льоду - Жуль Пеліссьє — Сімон Вернер зник...                                          | Яхіма Торрес — Чорна Венера - Лоліта Шамма — Копакабана - Марі Ферет — Сестра Моцарта - Ніна Родрігез — Но і я - Лінда Дудаева — Руки в повітрі                                      |
| Найкращий сценарій | Найкращий франкомовний фільм |
| Примара — Роберт Гарріс та Роман Полянський - Поза законом — Рашид Бушареб та Олівер Лорель - Все те, що виблискує — Ерве Мімран та Жеральдін Накаш - Дерево — Джулі Бертучеллі - Імена людей — Байя Касмі та Мішель Леклерк           | Людина, що кричить — Франція Бельгія Чад - Орлі — Німеччина Франція - Гіркота — Франція Бельгія - Нелегал — Бельгія - Приватні уроки — Бельгія Франція - Уявне кохання — Канада      |
| Найкращий оператор | Приз глядацький симпатій (представлено TV5Monde) |
| Кароліна Шампетьє — Про людей і богів | Нелегал — Олів'є Массе-Депасс |
| Почесна премія | |
| Роман Полянський | |